# 포크의 여왕, 존 바에즈
《포크의 여왕, 조안 바에즈》(영어: Joan Baez: How Sweet The Sound)는 2009년 공개된 미국의 다큐멘터리 영화이다.

## 출연
- 조안 바에즈
- 마틴 루터 킹
- 밥 딜런
- 미미 파리냐
- 데이비드 크로스비
- 스티브 얼
- 제시 잭슨